# 錦繍路駅
座標: 北緯31度11分23秒 東経121度32分5秒 / 北緯31.18972度 東経121.53472度
錦繍路駅（きんしゅうろえき）は上海市浦東新区に位置する上海地下鉄7号線の駅である。

## 駅構造
- 島式ホーム1面2線を有する地下駅。

## 歴史
- 2009年12月5日 - 開業。

## 隣の駅
上海軌道交通
■7号線
楊高南路駅 - 錦繍路駅 - 芳華路駅